# Wilhelm David Habermann
Wilhelm David Habermann (* 1669 in Rostock; † 3. April 1715 in Rostock) war ein Professor der Humanmedizin an der Universität Rostock.

## Leben

### Ausbildung und Studium
Habermann wurde 1669 als Sohn des Rostocker Professors der Rechte Caspar Habermann geboren. Er besuchte in seiner Geburts- und Heimatstadt die Große Stadtschule.
Ab 1689 studierte Habermann  in Rostock, Kopenhagen und Königsberg. Er unternahm anschließend eine mehrjährige Bildungsreise durch Livland, Polen, Ungarn, Deutschland und Schweden. In dieser Zeit stand Habermann auch zwei Jahre als Topograph in schwedischen Diensten, ehe er wieder nach Deutschland, nach Berlin, kam.

### Akademische Laufbahn
1705 kehrte Habermann  in seine Heimatstadt und an die Universität Rostock zurück. Von nun an war Habermann auch als Privatdozent an der Universität zugelassen und hielt zunächst mathematische Vorlesungen. Im November 1705 wurde er zum Dr. med. promoviert und bekleidete auch das Amt des Stadtphysikus in Rostock.
Anfang des Jahres 1706 wurde Habermann vom Rat der Stadt Rostock zum ordentlichen Professor der Medizin berufen. Er trat damit die Nachfolge von Bernhard Barnstorff an.
Es heißt, Habermanns körperlicher Zustand sei recht gebrechlich gewesen und die Gebrechlichkeit habe trotz noch geringen Alters stetig zugenommen. So war ihm, wie schon seinem Vater zuvor, nur ein kurzes Wirken vergönnt. Wilhelm David Habermann starb während seiner zweiten Amtszeit als Rektor der Universität Rostock im Jahre 1715.